# Scuderia Settecolli
Die Scuderia Settecolli war ein italienisches Motorsportteam, das von dem römischen Rennfahrer Roberto Lippi betrieben wurde. Der Rennstall meldete sich von 1961 bis 1963 zu drei Läufen der Automobil-Weltmeisterschaft, qualifizierte sich aber nur für einen. Hinzu kamen einige Formel-1-Rennen ohne Weltmeisterschaftsstatus. In der Formel 1 setzte es einen Rennwagen von De Tomaso ein.

## Teamgeschichte
Gründer des Teams war der 1926 in Rom geborene Rennfahrer Roberto Lippi, der in einigen Publikationen als Herrenfahrer beschrieben wird. Seit den frühen 1950er-Jahren fuhr Lippi in erster Linie Sportwagenrennen wie die Mille Miglia, bevor er 1958 in der neu gegründeten Formel Junior erfolgreich antrat und mit Stanguellini den ersten italienischen Meistertitel gewann. Lippi galt zeitweise als „Pionier der Formel Junior“. Nach zwei weiteren Jahren in der Formel Junior bemühte sich Lippi zunächst erfolglos um einen Wechsel in höhere Motorsportklassen. Ein Cockpit bei einem Werksteam der Formel 1 erhielt er nicht. Zum Jahreswechsel 1969/61 gründete Lippi mit der Scuderia Settecolli einen eigenen Rennstall, dessen Name (sette colli, deutsch: sieben Hügel) auf die Sieben Hügel Roms Bezug nahm, eines der Wahrzeichen von Lippis Heimatstadt. Lippi übernahm einen fabrikneuen Rennwagen von De Tomaso, mit dem er bis 1963 neben De Tomasos Werksteam und anderen Kunden bei einigen Formel-1-Rennen an den Start ging. Das Engagement der Scuderia Settecolli blieb hier auf Weltmeisterschaftsläufe und nicht zur Weltmeisterschaft zählende Rennen in Italien beschränkt. Das Projekt war weitgehend erfolglos; es scheiterte vor allem an den nicht konkurrenzfähigen Autos von De Tomaso, deren Konstruktion nach Ansicht von Journalisten „die Grenze des Dilettantismus streiften.“ Bereits 1962 wandte sich Lippi schwerpunktmäßig wieder der Formel Junior zu. In diesem Jahr trat er als Privatfahrer in der italienischen Meisterschaft an. 1963 blieb er in dieser Serie und trat nun auch hier für die Scuderia Settecolli an. Nach Abschluss der Saison stellte die Scuderia Settecolli den Betrieb ein, und Roberto Lippi gab die aktive Rennfahrerkarriere auf.

## Formel 1
Die Scuderia Settecolli war von 1961 bis 1963 zu mehreren Formel-1-Rennen gemeldet.

### Einsatzfahrzeug
Die Scuderia Settecolli setzte in der Formel 1 ein Chassis von De Tomaso ein. Der italienische Rennwagenhersteller hatte 1958 den Formel-Junior-Wagen Isis konstruiert und von ihm das Formel-2-Chassis De Tomaso F2 abgeleitet, das 1960 erschien. Die Saison 1961 war das erste Jahr, in der die Formel 1 nach dem 1,5-Liter-Reglement ausgeschrieben war: Anstelle der bisher maximal 2,5 Liter großen Motoren waren nun nur noch Motoren mit einem Hubraum von bis zu 1,5 Litern zugelassen. Damit entsprach die Formel 1 von nun an dem Reglement, das bis 1960 für die Formel 2 gegolten hatte. De Tomaso nahm diese Regeländerung zum Anlass, sein Formel-2-Auto für die neue Formel 1 umzurüsten. Nach dem Vorbild des F2 entstanden im Winter 1960/61 insgesamt fünf mehr oder weniger baugleiche Exemplare des De Tomaso F1. Zwei von ihnen (Chassis 004 und 005) blieben bei De Tomaso, dessen Werksteam sie vereinzelt bis 1963 an den Start brachte, zwei weitere (001 und 003) übernahm die Scuderia Serenissima. Das Fahrzeug 002 schließlich kaufte Roberto Lippi für die Scuderia Settecolli.
Die Scuderia Settecolli stattete den De Tomaso F1-002 im Laufe der Jahre mit unterschiedlichen Motoren aus:
- 1961 und 1962 wurde der F1-002 von einem OSCA-Motor angetrieben, den De Tomaso getunt hatte. Seine Leistung wird mit 158 PS angegeben, was annähernd der Leistung der schwächsten Vierzylindermotoren von Coventry Climax entsprach.[5] Im Laufe der Saison 1962 zeigte sich, dass die Motoren nicht wettbewerbsfähig waren.
- Anfang 1963 rüstete Settecolli den F1-002 zunächst mit einem Reihenvierzylindermotor von Maserati (Tipo 150S) aus; in dieser Version wurde das Auto nur einmal gemeldet.
- Einige Monate später erschien das gleiche Chassis für zwei Rennen mit einem Sechszylindermotor von Ferrari aus dem (Tipo 156).

### Die Renneinsätze

#### 1961
In dem neuen Umfeld der an die bisherige Formel 2 angelehnten Formel 1 debütierte die Scuderia Settecolli im Mai 1961 beim Gran Premio di Napoli, einem Formel-1-Rennen ohne Weltmeisterschaftsstatus auf einem Stadtkurs in Neapel, zu dem 13 Fahrer gemeldet waren. Settecolli meldete hier einmalig Giovanni Alberti als Piloten. Er fiel nach 36 Runden mit Motorschaden aus. Bei dem ebenfalls weltmeisterschaftsfreien Gran Premio di Modena 1961, der am 3. September 1961 in unmittelbarer Nähe zu De Tomasos Werk stattfand, debütierte Roberto Lippi in Settecollis De Tomaso F1-002. Im Gegensatz zu Roberto Bussinello im F1-004 des De-Tomaso-Werksteams verpasste Lippi mit dem Settecolli-Auto in Modena die Qualifikation. Der eine Woche später in Monza stattfindende Große Preis von Italien 1961 war der erste Formel-1-Weltmeisterschaftslauf, an dem die Scuderia Settecolli teilnahm. Der Veranstalter ließ 32 Autos zu. Lippi qualifizierte sich im Settecolli-De-Tomaso für den letzten Startplatz. In seiner schnellsten Trainingsrunde war er mehr als 22 Sekunden langsamer als Wolfgang von Trips im Werks-Ferrari, der die Poleposition belegte. Roberto Bussinello im Werks-De-Tomaso und Nino Vaccarella im De Tomaso der Scuderia Serenissima waren im Training sieben bzw. 13 Sekunden schneller als Lippi. Beide hatten allerdings Motoren von Alfa Romeo. Im Rennen schied Lippi bereits in der ersten Runde mit Motorschaden aus. Der dritte und letzte Einsatz der Scuderia Settecolli war in diesem Jahr die Coppa Italia, einem Rennen ohne Weltmeisterschaftsstatus in Vallelunga. Hier waren nur zehn Fahrer gemeldet. Lippi qualifizierte sich für den sechsten Startplatz. Im ersten Lauf des Rennens wurde er Vierter, im zweiten Fünfter. In der Gesamtwertung belegte er den fünften Rang.

#### 1962
1962 meldete sich die Scuderia Settecolli mit unverändertem Auto und Roberto Lippi als Fahrer zu drei Rennen. Den Anfang machte der weltmeisterschaftsfreie Gran Premio di Napoli 1962, bei dem Lippi die Qualifikation verpasste. Drei Monate später meldete sich Settecolli für die erste Auflage des Gran Premio del Mediterraneo 1962 auf dem sizilianischen Autodromo di Pergusa, zu dem 13 Fahrer antraten. Lippis beste Trainingszeit lag mehr als 11 Sekunden über der von Lorenzo Bandini, der im Werks-Ferrari auf die Poleposition fuhr. Mit ihr qualifizierte sich Lippi für Startplatz 11. Das Rennen beendete er als Sechster, hatte aber sechs Runden Rückstand auf den Sieger Bandini. Danach kam mit dem Großen Preis von Italien in Monza der einzige Weltmeisterschaftslauf, zu dem sich das Team in diesem Jahr meldete. Hier verpasste Lippi die Qualifikation. Im Training war er über 18 Sekunden langsamer gewesen als Polesitter Jim Clark. Das reichte für den 28. Startplatz. Allerdings ließen die Veranstalter nur die schnellsten 21 Fahrzeuge zu.

#### 1963
1963 meldete sich die Scuderia Settecolli wiederum zu drei Formel-1-Rennen. Erstes Rennen des Jahres war der Gran Premio di Roma in Vallelunga, zu dem vier der fünf De Tomaso F1 antraten. Alle hatten unterschiedliche Motoren. Die Privatfahrer „Condor“ (F1-003) und Roberto Campello (F1-001) hatten Alfa-Romeo- bzw. OSCA-Motoren, während De Tomasos Werksteam den F1-005 mit einem von Holbay getunten Ford-Motor ausgestattet hatte. Die Scuderia Settecolli hatte den bisherigen OSCA-Motor im F1-002 durch einen Maserati-Motor ersetzt. Mit ihm gelang Lippi die Qualifikation. Im ersten Lauf wurde er Vierter, im zweiten Fünfter. In der Gesamtwertung belegte Lippi den vierten Platz. Das war das beste Ergebnis, das ein De Tomaso F1 bei einem Formel-1-Lauf erzielte. Für den Gran Premio del Mediterraneo ersetzte die Scuderia Settecolli den Maserati-Motor durch einen V-Sechszylinder von Ferrari. Mit ihm verpasste Lippi in Enna die Qualifikation. Auch beim Großen Preis von Italien, dem einzigen Weltmeisterschaftslauf des Teams in diesem Jahr, qualifizierte sich Lippi nicht. Er war mehr als 17 Sekunden langsamer als der letzte qualifizierte Fahrer (Giancarlo Baghetti im problematischen A.T.S. 100) und 26 Sekunden langsamer als der Polesitter John Surtees im Werks-Ferrari. Nach diesem Rennen erschien der F1-002 der Scuderia Settecolli nicht mehr, und das Team gab sein Formel-1-Engagement auf.

## Formel Junior
1963 engagierte sich die Scuderia Settecolli vor allem in der Italienischen Formel-Junior-Meisterschaft. Stammfahrer war Roberto Lippi, der einen De Sanctis 62 und später einen Cooper T59 mit Ford-Motor einsetzte. Teilweise wurden weitere Fahrzeuge für Fahrer wie Romano Orsola, Riccardo Sambuco oder Lorenzo Vecler gemeldet. Das beste Ergebnis des Teams war Lippis zweiter Platz bei der Trofeo Luigi Musso 1963 in Vallelunga. Mit 56 gewerteten Punkten beendete der Settecolli-Fahrer Roberto Lippi die Meisterschaft 1963 auf Rang fünf.

## Resultate

### Formel-1-Weltmeisterschaft
| Saison | Chassis        | Fahrer   | 1 | 2 | 3 | 4 | 5 | 6 | 7   | 8 | 9 | 10 | Punkte |
| ------ | -------------- | -------- | - | - | - | - | - | - | --- | - | - | -- | ------ |
| 1961   |                |          |   |   |   |   |   |   |     |   |   |    | –      |
| 1961   | F1-002 OSCA    | R. Lippi |   |   |   |   |   |   | DNF |   |   |    | –      |
| 1962   |                |          |   |   |   |   |   |   |     |   |   |    | –      |
| 1962   | F1-002 OSCA    | R. Lippi |   |   |   |   |   |   | DNQ |   |   |    | –      |
| 1963   |                |          |   |   |   |   |   |   |     |   |   |    | –      |
| 1963   | F1-002 Ferrari | R. Lippi |   |   |   |   |   |   | DNQ |   |   |    | –      |

### Formel-1-Rennen ohne Weltmeisterschaftsstatus
| Saison          | Chassis    | Fahrer | 1 | 2 | 3 | 4 | 5 | 6 | 7 | 8   | 9 | 10  | 11 | 12 | 13 | 14 | 15 | 16 | 17 | 18  | 19 | 20 | 21 | 22 | 23 | 24 | 25 | 26 | 27 |
| --------------- | ---------- | ------ | - | - | - | - | - | - | - | --- | - | --- | -- | -- | -- | -- | -- | -- | -- | --- | -- | -- | -- | -- | -- | -- | -- | -- | -- |
| 1961            |            |        |   |   |   |   |   |   |   |     |   |     |    |    |    |    |    |    |    |     |    |    |    |    |    |    |    |    |    |
| F1-002 OSCA     | G. Alberti |        |   |   |   |   |   |   |   | DNA |   | DNF |    |    |    |    |    |    |    |     |    |    |    |    |    |    |    |    |    |
| F1-002 OSCA     | R. Lippi   |        |   |   |   |   |   |   |   |     |   |     |    |    |    |    |    |    |    | DNQ |    |    |    |    | 5  |    |    |    |    |
| 1962            |            |        |   |   |   |   |   |   |   |     |   |     |    |    |    |    |    |    |    |     |    |    |    |    |    |    |    |    |    |
| F1-002 OSCA     | R. Lippi   |        |   |   |   |   |   |   |   | DNQ |   |     |    |    |    | 6  |    |    |    |     |    |    |    |    |    |    |    |    |    |
| 1963            |            |        |   |   |   |   |   |   |   |     |   |     |    |    |    |    |    |    |    |     |    |    |    |    |    |    |    |    |    |
| F1-002-Maserati | R. Lippi   |        |   |   |   |   |   |   | 4 |     |   |     |    |    |    |    |    |    |    |     |    |    |    |    |    |    |    |    |    |
| F1-002-Ferrari  | R. Lippi   |        |   |   |   |   |   |   |   |     |   | DNQ |    |    |    |    |    |    |    |     |    |    |    |    |    |    |    |    |    |